# Крылья голубки (фильм, 1997)
«Крылья голубки» (англ. «The Wings of the Dove») — художественный фильм, снятый британским режиссёром Йеном Софтли по роману Генри Джеймса в 1997 году.
Фильм получил большое количество наград и номинаций престижных фестивалей и конкурсов.

## Сюжет
Действие фильма происходит в начале 1910-х годов. Кейт Крой, девушка из высшего лондонского общества, вынуждена жить на попечении своей властной тётушки. Зная, что её подопечная влюблена в простого журналиста по имени Мертон, тётя прилагает усилия для устройства брака Кейт со своим любимцем лордом Марком.
У отчаявшихся влюблённых появляется шанс воспользоваться внезапно возникшей ситуацией. Новая подруга Кейт — богатая американка Милли Тил влюблена в Мертона. Зная о неизлечимой болезни Милли, Кейт и Мертон решаются ради будущей финансовой самостоятельности воспользоваться её добрым расположением.
В Венеции, куда отправились все трое, Милли узнаёт правду. Зная о том, что дни сочтены, она оставляет деньги, необходимые для счастья своих друзей. Нежное чувство к памяти умершей Милли, благородство и фатализм не позволяют несчастным любовникам принять её прощальный подарок.

## В ролях
- Хелена Бонэм Картер — Кейт Крой
- Лайнус Роуч — Мертон Деншер
- Элисон Эллиотт — Милли Тил
- Шарлотта Рэмплинг — тётя Мод
- Элизабет Макговерн — Сьюзан Стрингхэм
- Майкл Гэмбон — Лайонел Крой
- Алекс Дженнингс — лорд Марк

## Награды и номинации
- 1997 — Чикагский кинофестиваль
  - Лучший фильм (Йен Софтли, номинация)
- 1997 — Награда Общества кинокритиков Бостона
  - Лучшая актриса (Хелена Бонэм Картер, победитель)
- 1997 — Награда Лос-Анджелесского общества кинокритиков
  - Лучшая актриса (Хелена Бонэм Картер, победитель)
- 1997 — Награда Общества кинокритиков Техаса
  - Лучшая актриса (Хелена Бонэм Картер, победитель)
- 1997 — National Board of Review
  - Лучшая актриса (Хелена Бонэм Картер, победитель)
- 1998 — «Оскар»
  - Лучшая женская роль (Хелена Бонэм Картер, номинация)
  - Лучшая операторская работа (Эдуарду Серра, номинация)
  - Лучший дизайн костюмов (Сэнди Пауэлл, номинация)
  - Лучший сценарий-адаптация (Хуссейн Амини, номинация)
- 1998 — Премия BAFTA
  - Лучшая операторская работа (Эдуарду Серра, победитель)
  - Лучший грим (Салли Джей, Ян Арчибальд, победитель)
  - Лучший дизайн костюмов (Сэнди Пауэлл, номинация)
  - Лучшая женская роль (Хелена Бонэм Картер, номинация)
  - Лучший адаптированный сценарий (Хуссейн Амини, номинация)
- 1998 — Золотой глобус
  - Лучшая женская роль (драма) (Хелена Бонэм Картер, номинация)
- 1998 — Британское общество кинематографистов
  - Награда лучшему кинематографисту (Эдуарду Серра, номинация)
- 1998 — Премия Ассоциации кинокритиков вещательных компаний
  - Лучшая актриса (Хелена Бонэм Картер, победитель)
  - Лучший фильм (номинация)
- 1998 — Chlotrudis Awards
  - Лучшая актриса (Хелена Бонэм Картер, победитель)
- 1998 — Награда ассоциации кинокритиков мегаполиса «Даллас—Форт-Уэрт»
  - Лучшая актриса (Хелена Бонэм Картер, победитель)
  - Лучшая актриса второго плана (Элисон Эллиотт, победитель)
- 1988 — Премия Кружка кинокритиков Канзаса
  - Лучшая актриса (Хелена Бонэм Картер, победитель)
- 1998 — Награда ассоциации кинокритиков Лас-Вегаса
  - Лучшая актриса (Хелена Бонэм Картер, победитель)
  - Лучшая актриса второго плана (Элисон Эллиотт, победитель)
- 1998 — Motion Picture Sound Editors
  - Лучшая работа звукового редактора (номинация)
- 1998 — Online Film Critics Society Awards
  - Лучшая актриса (Хелена Бонэм Картер, номинация)
- 1998 — Премия «Спутник»
  - Лучший сценарий (Хуссейн Амини, номинация)
  - Лучшая женская роль (Хелена Бонэм Картер, номинация)
  - Лучший художник-постановщик (Джон Ф. Бирд, номинация)
  - Лучший дизайн костюмов (Сэнди Пауэлл, номинация)
- 1998 — Премия Гильдии киноактёров США
  - Лучшая актриса (Хелена Бонэм Картер, номинация)
  - Лучшая актриса второго плана (Элисон Эллиотт, номинация)
- 1998 — Награда Общества кинокритиков Юго-Востока
  - Лучшая актриса (Хелена Бонэм Картер, победитель)
- 1998 — Награда Общества кинокритиков Торонто
  - Лучшая актриса (Хелена Бонэм Картер, победитель)
- 1998 — Награда сценаристов Университета Южной Калифорнии
  - Автор произведения (Генри Джеймс, номинация)
  - Лучший сценарист (Хуссейн Амини, номинация)
- 1998 — Премия Гильдии сценаристов США
  - Лучший адаптированный сценарий (Хуссейн Амини, номинация)
- 1999 — Премия Лондонского кружка кинокритиков
  - Лучшая британская актриса года (Хелена Бонэм Картер, победитель)